# 秋山桃子
秋山桃子（あきやま ももこ、1986年8月28日 - ）は、日本の女優。東京都出身。血液型A型。東宝芸能所属。

## 人物
日本大学芸術学部卒業。
「こどもちゃれんじぽけっと」のももこお姉さんとして有名で、持ち前のダンスを活かして舞台・イベント等にも幅広く出演している。

## 主な出演作品
- こどもちゃれんじ・ぽけっと - ももこお姉さん

### 舞台
- 山下幼稚宴 ミュージカルコメディ
  - 「オバケな人生」（2006年） - メイ 役
  - 「夢と笑いの製作所」（2009年） - マイ 役
  - 「太陽のコトコト島」（2011年） - リキちゃん 役
- ダンス公演 「DOLPHIN BLUE VOL.1」（2007年）

## イベント
- ウォータープログラム クールダンスファン（2009年、イクスピアリ） - ナビゲーター

## 番組
- 山下チャンネル #11・#12・#14（山下幼稚宴制作のバラエティ番組）

## CM
- アース製薬バポナ虫よけネットW（2015年）
- アース製薬温包（2015年）